# Мацуяма (равнина)
Мацуяма (яп. 松山平野 мацуяма-хэйя) — аллювиальная равнина в Японии, расположенная в центральной части префектуры Эхиме на острове Сикоку, у одноимённого города. Другое название - равнина Дого (яп. 道後平野 до:го-хэйя). Площадь равнины составляет около 100 км².
Равнина выходит на плёс Иё-Нада. На юге её ограничивают хребет и разлом Исидзути (石鎚大断層崖, часть Срединной тектонической линии), на севере - нагорье Таканава (高縄山地). Равнина Мацуяма сложена отложениями реки Сигенобу и её притоков. Хорошо развиты конусы выноса и речные террасы.